# 大安乡 (寿宁县)
大安乡，是中华人民共和国福建省宁德市寿宁县下辖的一个乡镇级行政单位。

## 行政区划
大安乡下辖以下地区：
大安村、大熟村、后西溪村、伏际村、溪潭村、菜坑村、官田场村、溪乾村、炭山村、炭岔头村、温洋村、村头村、半洋村、半岭村、水洋村和亭溪村。